# Look Away (Film)
Look Away ist ein 2018 erschienener Psycho-Thriller. Er erzählt die Geschichte von Maria, einer sich selbst entfremdenden High-School Schülerin. Nachdem sie mit ihrem düsteren Spiegelbild den Platz tauscht, stellt dieses ihr ganzes Leben auf den Kopf.

## Handlung
Die siebzehnjährige Maria Brennan ist eine zurückhaltende Schülerin, die von ihren Mitschülern ausgegrenzt und oft von Mark gemobbt wird. Ihre einzige Freundin ist Lily, auf deren Freund Sean sie außerdem steht. Zuhause bei ihren Eltern lässt sie sich nichts anmerken und versteckt ihre Gefühle: ihr distanzierter Vater Dan ist plastischer Chirurg und ein zwanghafter Perfektionist, ihre Mutter Amy leidet unter Depressionen und anhaltenden Alpträumen.
Maria findet durch Zufall ein Ultraschallbild von Zwillingen. Während sie sich eines Tages alleine im Badezimmer befindet, fängt ihr Spiegelbild an, sich selbstständig zu bewegen. Sie versucht diese erschreckende Erfahrung am nächsten Morgen mit ihren Eltern zu besprechen, aber sie nehmen sie nicht ernst.
Nachdem Maria von ihrer eigenen Geburt geträumt hat, beginnt ihr Abbild mit ihr zu sprechen. Es nennt sich selbst Airam und verspricht ihr, ihre Trauer nehmen zu können. Airam ist charismatisch, selbstbewusst und bestimmt. Maria fragt, wer sie ist, worauf Airam antwortet, schon immer ein Teil von ihr zu sein.
Dan bietet seiner Tochter ein frühzeitiges Geburtstagsgeschenk an. Als sie am nächsten Tag in seiner Praxis erscheint, möchte er mit einer Schönheitsoperation ihre Makel beseitigen. Vollkommen zerstört sucht Maria Trost bei Airam, welche sie bei der Konfrontation mit ihren inneren Gefühlen unterstützt. Amy fällt auf, dass ihre Tochter sich eigenartig verhält, wird von Dan aber immer wieder in die Schranken verwiesen.
Lily nimmt Maria mit auf eine Eisfläche, wo sie für den bevorstehenden Abschlussball Eislauf üben. Nachdem Maria jedoch ausrutscht und von selbst nicht mehr aufstehen kann, macht sich Lily über sie lustig und lässt sie allein auf dem Eis liegen. Anschließend wird sie auf dem Abschlussball von Mark angegriffen und gedemütigt. Aufgewühlt von diesen Ereignissen begibt sich Maria zu Airam. Ihre Hände und Lippen berühren sich am Spiegel, wodurch die beiden ihre Plätze tauschen. Amy hat einen Alptraum von einer Geburt.
In der Schule wird deutlich, dass Airam viel selbstbewusster als Maria ist. Sie flirtet mit ihren Mitschülern und beschämt Mark, indem sie allen mitteilt, dass er sie nur ärgert, weil er auf sie steht. Sie sorgt dafür, dass Amy in die Affäre von Dan hineinstolpert und macht seine Untreue deutlich. Maria, die im Spiegel gefangen ist, ist von Airams Taten entsetzt, diese besteht jedoch darauf, dass sie einfach nur die Wahrheit ans Licht bringt. Sie teilt ihr mit, dass alle ihre Mitmenschen für ihre Sünden bezahlen müssen.
Airam lockt Mark in die Dusche, bricht ihm das Knie und prügelt ihn zu Tode. Nachdem sie heimlich Eiskunstlauf geübt hat, trifft Airam sich mit Lily, die von Airams Verhalten eingeschüchtert ist. Während Airam Lily über die Eisfläche jagt, fällt diese auf den Gehsteig und bricht sich den Schädel. Am Abend bettelt Maria Airam an, wieder ihre Plätze zu tauschen. Sie fragt Airam erneut, wer sie ist, aber letztere antwortet nur: „Du weißt, wer ich bin.“ Anschließend verführt Airam Sean und beginnt eine Beziehung mit ihm. Sie bricht die Schule ab und fängt an, Drogen zu nehmen und Alkohol zu trinken.
Während sie zusammen im Motel liegen, bekommt Sean einen Anruf von der Polizei, welche mit ihm und Maria sprechen will. Sie weigert sich, zur Polizei zu gehen, und Sean wird misstrauisch. Er macht sich bereit zu gehen, als Airam ihn in einem Moment der Angst mit einer Wodka-Flasche erschlägt. Am Boden zerstört setzt sie sich an den Spiegel und fängt an, mit Maria zusammen zu weinen.
Amy träumt indessen erneut von einer Geburt. Dabei offenbart sich, dass Maria tatsächlich eine Zwillingsschwester hatte. Diese wurde jedoch von Dan gegen Amys Willen aufgrund ihrer Fehlbildungen getötet. Airam verlässt das Motel und konfrontiert Dan. Sie zieht sich vor ihm aus und verlangt zu wissen, ob er sie auch lieben würde, wenn sie fehlgebildet wäre. Verwirrt bejaht er ihre Frage, als sie seine Kehle mit einem Skalpell durchtrennt. Als er im Sterben liegt, schreit Airam und fragt, warum er dann sie nicht lieben konnte.
Als sie in den Spiegel schaut, kann Airam Maria nicht mehr sehen. Einsam und verängstigt kehrt Airam nach Hause zurück und kuschelt sich zu ihrer Mutter in das Bett. Im Anschluss sieht man Airam und Maria mit ihrer Mutter in einem Bett. Dies deutet an, dass die beiden schlussendlich in einer Person verschmolzen sind.

## Produktion und Veröffentlichung
Look Away wurde im August 2016 in Winnipeg und Manitoba gedreht. Regie führte Assaf Bernstein, der ebenfalls das Drehbuch dazu schrieb. Die Produzenten waren Giora „Gig“ Kaplan, Brad Kaplan und Dana Lustig.
Der Film kam am 12. Oktober 2018 raus.

## Rezeption
- Lexikon des internationalen Films: „Dem Film gelingt ein durchaus eindrucksvolles Beschwören der „Teenage Angst“, des ganz normalen Horrors und der Unsicherheit des Heranwachsens. Der veritable Horror der Umtriebe der bösen Doppelgängerin, der sich schließlich entfaltet, wirkt dagegen eher banal.“[4]